# Polygnotos Vagis
Polygnotos Vagis (n. 1894, Potamia⁠(d), Dimos Thasou, Macedonia și Tracia⁠(d), Grecia – d. 15 martie 1965, New York City, New York, SUA) a fost un sculptor și pictor greco-american.

## Biografie

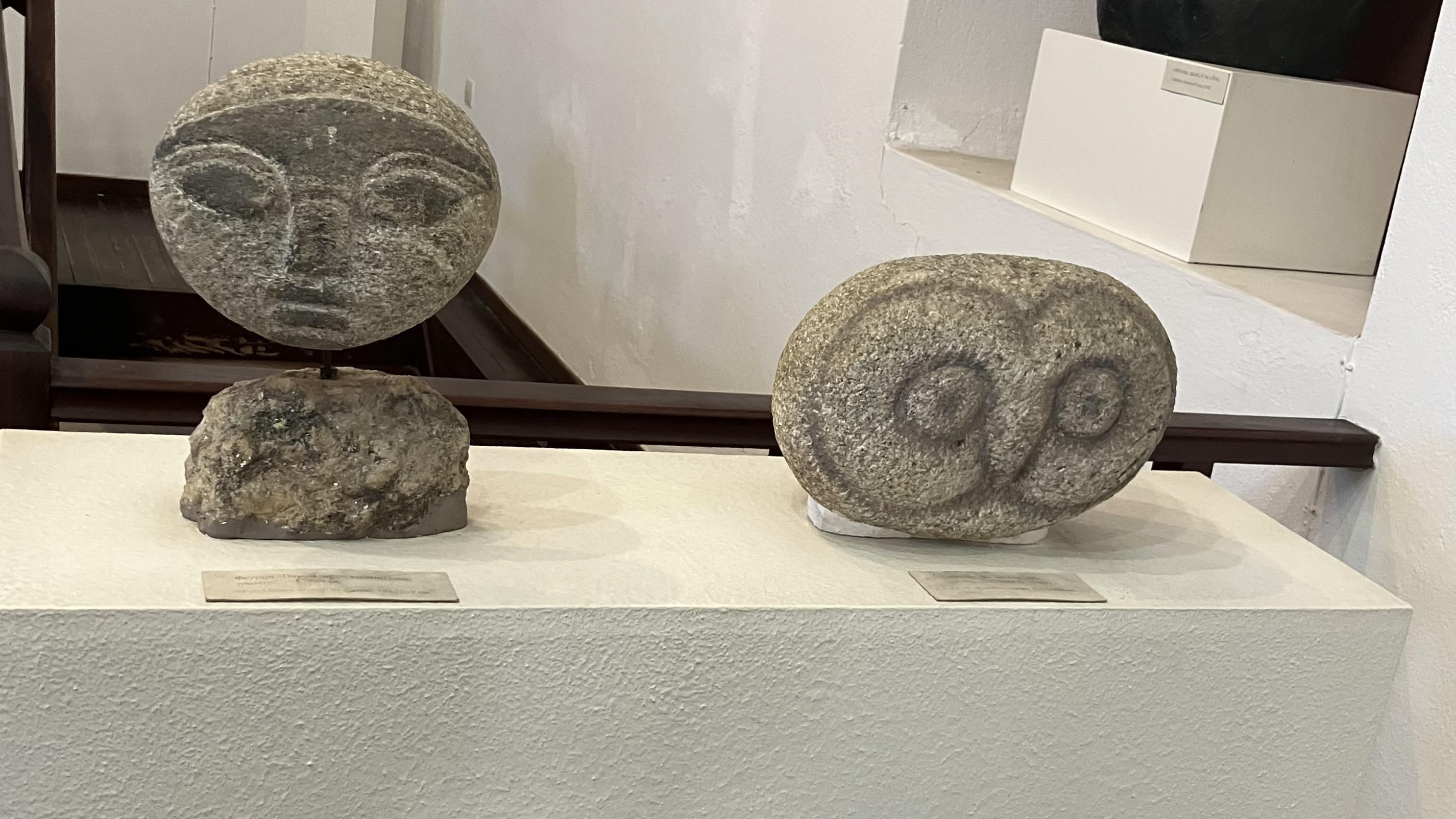
Sculpturi ale artistului Polygnotos Vagis, expuse în muzeul care îi poartă numele, în Thassos, Grecia.

S-a născut în Potamia, Thassos, iar tatăl lui, Hatzigeorgiou, a fost tâmplar. A emigrat în New York în 1911 și s-a ocupat de sculptură. A studiat la Institutul de Arte Plastice și a ținut un atelier în orașul New York timp de decenii.
În lucrările sale a folosit piatră, ciment și a pus accentul pe linii simple, un exemplu al legăturii pe care a avut-o cu arta primitivă. S-a concentrat în principal pe formele umane și animale și pe compoziții precum luna și lumea. Lucrările lui sunt expuse la Muzeul de Artă Whitney, la Muzeul de Artă Modernă din New York (MOMA), la Galeria Națională din Atena, la Muzeul de Arte Frumoase din Houston, la Muzeul Municipal din Kavala etc. 
În anul 1958 a fost decorat cu medalia de aur Audubon Artists și în 1962 cu Crucea de Aur a Phoenixului.
În ultimii ani din viață a donat Greciei o mare parte a colecției sale. Astăzi, în orașul său natal Potamia din Thassos, există un muzeu care îi poartă numele, care găzduiește 98 de sculpturi și 15 picturi.
A decedat pe 15 martie 1965, în New York și a fost înmormântat în Potamia, Thassos.